# NGC 5131
NGC 5131 é uma galáxia espiral (Sa) localizada na direcção da constelação de Canes Venatici. Possui uma declinação de +30° 59' 15" e uma ascensão recta de 13 horas, 23 minutos e 57,0 segundos.
A galáxia NGC 5131 foi descoberta em 24 de Abril de 1865 por Heinrich Louis d'Arrest.